# TBV Lemgo
TBV Lemgo Lippe is een handbalclub uit Lemgo in de Duitse deelstaat Noordrijn-Westfalen. De toevoeging Lippe, verwijzend naar Kreis Lippe, werd in 2018 aan de naam toegevoegd.
De handbalclub is ontstaan binnen de op 2 september 1911 opgerichte sportvereniging Ballsportverein Lemgo 1911, die op 16 september 1945 de nieuwe naam van Turn- und Ballspielverein Lemgo von 1911 aannam.  Binnen die vereniging is er sinds 1924 een handbalafdeling. In 1981 promoveerde die naar de 2. Bundesliga, sinds 1983 speelt TBV Lemgo in de 1. Handball-Bundesliga der Männer waar de club in 1997 en in 2003 tweemaal kampioen speelde, of Deutscher Meister.
Thuisstadion van het team is de Phoenix Contact Arena in Lemgo, met plaats voor 4.790 supporters.  Af en toe wijkt het team ook uit naar de OWL Arena in Halle waar 11.500 toeschouwers een plaats kunnen vinden.
De club speelde op 12 september 2004 in de overdekbare Veltins-Arena in Gelsenkirchen de openingsmatch van het seizoen tegen THW Kiel waarbij ze met 30.925 toeschouwers een wereldrecord behaalden van aantal toeschouwers voor een handbalwedstrijd.

## Bekende (oud-)spelers
- Mark Schmetz
- Arjan Haenen
- Fabian van Olphen
- Bobby Schagen
- Dani Baijens
- Mark van den Beucken